# HVV Tubantia in het seizoen 1955/56
Het seizoen 1955/1956 was het eerste jaar in het bestaan van de Hengelose betaaldvoetbalclub Tubantia. Voorafgaand aan het seizoen nam de club de restanten van, de voormalige NBVB-club, de Twentse Profs over. De club kwam uit in de Eerste klasse C en eindigde daarin, na een verloren beslissingswedstrijd tegen Fortuna Vlaardingen, op de vijfde plaats, dit betekende dat de club in het nieuwe seizoen uitkwam in de Tweede divisie.

## Wedstrijdstatistieken

### Eerste klasse C
|       | DHC   | DOSKO | Fortuna | Helmondia '55 | Hilversum | KFC   | Oldenzaal | Oosterparkers | TOP   | UVS   | Volendam | Wilhelmina | Zeist | ZFC   | Zwartemeer |
| ----- | ----- | ----- | ------- | ------------- | --------- | ----- | --------- | ------------- | ----- | ----- | -------- | ---------- | ----- | ----- | ---------- |
| Thuis | 2 – 0 | 1 – 1 | 1 – 1   | 1 – 7         | 2 – 3     | 0 – 2 | 0 – 0     | 4 – 0         | 2 – 2 | 5 – 1 | 2 – 1    | 3 – 0      | 3 – 0 | 5 – 1 | 2 – 2      |
| Uit   | 3 – 1 | 1 – 2 | 1 – 3   | 3 – 3         | 3 – 2     | 2 – 1 | 0 – 2     | 1 – 0         | 1 – 3 | 2 – 3 | 2 – 1    | 1 – 0      | 1 – 2 | 3 – 3 | 0 – 1      |

### Beslissingswedstrijd om de vierde plaats
| Beslissingswedstrijd                                                                      | Tubantia               | 1 – 2 (0 – 1) | Fortuna                           |
| 10 juni 1956 Plaats: Amersfoort Birkhoven Toeschouwers 6.000 Scheidsrechter: Joop Martens | Theo Albers 58' (pen.) |               | 7', 82' Jan van den Berg (junior) |

## Statistieken Tubantia 1955/1956

### Eindstand Tubantia in de Nederlandse Eerste klasse C 1955 / 1956
| Stand | Gespeeld | Gewonnen | Gelijk | Verloren | Punten | Doelpunten voor | Doelpunten tegen |
| ----- | -------- | -------- | ------ | -------- | ------ | --------------- | ---------------- |
| 5e    | 30       | 14       | 7      | 9        | 35     | 60              | 45               |

### Topscorers
| #                | Naam                   | Goal |
| ---------------- | ---------------------- | ---- |
| 1.               | Theo Albers            | 12   |
| 2.               | Jacky Jurissen         | 11   |
| 3.               | Timo Broersma          | 9    |
| 4.               | Martin Philips         | 8    |
| 5.               | Henk Wessels           | 4    |
| 6.               | V.d. Berg              | 3    |
| 7.               | Wim Assink             | 2    |
| 7.               | Wim Perik              | 2    |
| 9.               | Otto Blom              | 1    |
| 9.               | Frans Eppink           | 1    |
| 9.               | Jan Lentink            | 1    |
| 9.               | Dick Scholder          | 1    |
| 9.               | Lambert Toren          | 1    |
| Eigen doelpunten |                        |      |
| –                | Hennie de Haas (UVS)   | 1    |
| –                | Huug Kok (UVS)         | 1    |
| –                | Johannes Mommers (DHC) | 1    |
| –                | Verburgh (Fortuna)     | 1    |
| Totaal           | Totaal                 | 60   |

| #      | Naam        | Goal |
| ------ | ----------- | ---- |
| 1.     | Theo Albers | 1    |
| Totaal | Totaal      | 1    |